# Back in Black World Tour
Back in Black World Tour bylo koncertní turné australské hardrockové skupiny AC/DC, které sloužilo jako propagace studiového alba Back in Black. Jednalo se o první turné skupiny se zpěvákem Brianem Johnsonem, který nahradil zesnulého Bona Scotta. V rámci turné skupina vystoupila vůbec poprvé v Japonsku.

## Setlist
1. "Hells Bells"
2. "Shot Down in Flames"
3. "Sin City"
4. "Back in Black"
5. "Bad Boy Boogie"
6. "The Jack"
7. "Highway to Hell"
8. "What Do You Do for Money Honey"
9. "High Voltage"
10. "Whole Lotta Rosie"
11. "You Shook Me All Night Long"
12. "T.N.T."
13. "Let There Be Rock"

## Sestava
AC/DC
- Brian Johnson – (zpěv)
- Angus Young – (sólová kytara)
- Malcolm Young – (doprovodná kytara, doprovodné vokály)
- Cliff Williams – (baskytara, doprovodné vokály)
- Phil Rudd – (bicí)

## Turné v datech
| Datum              | Město                 | Stát          | Místo                                 |
| Evropa             | Evropa                | Evropa        | Evropa                                |
| ------------------ | --------------------- | ------------- | ------------------------------------- |
| 29. června 1980    | Namur                 | Belgie        | Palais des Expositions                |
| 30. června 1980    | Antverpy              | Belgie        | Borgerhout-Zaal Cine Roma             |
| 1. července 1980   | Deinze                | Belgie        | Brielpoort                            |
| 2. července 1980   | Arlon                 | Belgie        | Hall Polyvalent                       |
| 3. července 1980   | Breda                 | Nizozemsko    | Het Turfschip                         |
| 5. července 1980   | Wateringen            | Nizozemsko    | Velo Sporthal                         |
| 6. července 1980   | Nijmegen              | Nizozemsko    | Vereeniging Hall                      |
| Severní Amerika    |                       |               |                                       |
| 13. července 1980  | Edmonton              | Kanada        | Northlands Coliseum                   |
| 14. července 1980  | Calgary               | Kanada        | Max Bell Arena                        |
| 16. července 1980  | Vancouver             | Kanada        | Pacific Coliseum                      |
| 19. července 1980  | Winnipeg              | Kanada        | Winnipeg Arena                        |
| 20. července 1980  | Thunder Bay           | Kanada        | Fort Williams Gardens                 |
| 22. července 1980  | Ottawa                | Kanada        | Ottawa Civic Center                   |
| 23. července 1980  | Montréal              | Kanada        | Montreal Forum                        |
| 25. července 1980  | London                | Kanada        | London Gardens                        |
| 26. července 1980  | Kitchener             | Kanada        | Kitchener Memorial Auditorium         |
| 27. července 1980  | Sudbury               | Kanada        | Sudbury Community Arena               |
| 28. července 1980  | Toronto               | Kanada        | Maple Leaf Gardens                    |
| 30. července 1980  | Erie                  | Spojené státy | Erie County Fieldhouse                |
| 31. července 1980  | Filadelfie            | Spojené státy | The Spectrum                          |
| 1. srpna 1980      | New York City         | Spojené státy | The Palladium                         |
| 3. srpna 1980      | Landover              | Spojené státy | Capital Centre                        |
| 6. srpna 1980      | Norfolk               | Spojené státy | The Scope                             |
| 7. srpna 1980      | Roanoke               | Spojené státy | Roanoke Civic Center                  |
| 8. srpna 1980      | Charlotte             | Spojené státy | Charlotte Coliseum                    |
| 9. srpna 1980      | Fayetteville          | Spojené státy | Cumberland County Arena               |
| 10. srpna 1980     | Greensboro            | Spojené státy | Greensboro Coliseum                   |
| 12. srpna 1980     | Atlanta               | Spojené státy | Fox Theatre                           |
| 13. srpna 1980     | Knoxville             | Spojené státy | James White Civic Coliseum            |
| 15. srpna 1980     | Johnson City          | Spojené státy | Freedom Hall Civic Center             |
| 16. srpna 1980     | Cincinnati            | Spojené státy | Riverfront Coliseum                   |
| 17. srpna 1980     | Toledo                | Spojené státy | Toledo Speedway                       |
| 18. srpna 1980     | Dayton                | Spojené státy | Hara Arena                            |
| 19. srpna 1980     | Lexington             | Spojené státy | Rupp Arena                            |
| 20. srpna 1980     | Nashville             | Spojené státy | Nashville Municipal Auditorium        |
| 22. srpna 1980     | Lakeland              | Spojené státy | Lakeland Civic Center                 |
| 23. srpna 1980     | West Palm Beach       | Spojené státy | West Palm Beach Auditorium            |
| 24. srpna 1980     | Jacksonville          | Spojené státy | Jacksonville Memorial Coliseum        |
| 26. srpna 1980     | Houston               | Spojené státy | Sam Houston Coliseum                  |
| 29. srpna 1980     | San Antonio           | Spojené státy | San Antonio Convention Center         |
| 30. srpna 1980     | Dallas                | Spojené státy | Dallas Convention Center              |
| 31. srpna 1980     | Amarillo              | Spojené státy | Amarillo Civic Center                 |
| 1. září 1980       | El Paso               | Spojené státy | El Paso County Coliseum               |
| 4. září 1980       | Long Beach            | Spojené státy | Long Beach Arena                      |
| 5. září 1980       | Daly City             | Spojené státy | Cow Palace                            |
| 6. září 1980       | Oakland               | Spojené státy | Oakland Auditorium                    |
| 7. září 1980       | San Bernardino        | Spojené státy | Orange Pavilion                       |
| 10. září 1980      | Lincoln               | Spojené státy | Pershing Auditorium                   |
| 11. září 1980      | Bloomington           | Spojené státy | Met Center                            |
| 13. září 1980      | Milwaukee             | Spojené státy | Milwaukee Auditorium                  |
| 14. září 1980      | Madison               | Spojené státy | Dane County Coliseum                  |
| 16. září 1980      | Normal                | Spojené státy | Horton Fieldhouse                     |
| 18. září 1980      | St. Louis             | Spojené státy | Kiel Opera House                      |
| 19. září 1980      | Cedar Rapids          | Spojené státy | Five Seasons Center                   |
| 20. září 1980      | Rosemont              | Spojené státy | Rosemont Horizon                      |
| 21. září 1980      | Fort Wayne            | Spojené státy | Allen County War Memorial Coliseum    |
| 24. září 1980      | Indianapolis          | Spojené státy | Market Square Arena                   |
| 25. září 1980      | Louisville            | Spojené státy | Louisville Gardens                    |
| 26. září 1980      | Kalamazoo             | Spojené státy | Wings Stadium                         |
| 27. září 1980      | Detroit               | Spojené státy | Cobo Arena                            |
| 29. září 1980      | Columbus              | Spojené státy | St. John Arena                        |
| 30. září 1980      | Pittsburgh            | Spojené státy | Stanley Theatre                       |
| 1. října 1980      | Cleveland             | Spojené státy | Public Hall                           |
| 3. října 1980      | Rochester             | Spojené státy | War Memorial Auditorium               |
| 4. října 1980      | Buffalo               | Spojené státy | Buffalo Memorial Auditorium           |
| 5. října 1980      | Syracuse              | Spojené státy | Onondaga War Memorial Auditorium      |
| 7. října 1980      | Allentown             | Spojené státy | Stabler Arena                         |
| 8. října 1980      | Uniondale             | Spojené státy | Nassau Veterans Memorial Coliseum     |
| 9. října 1980      | Springfield           | Spojené státy | Springfield Civic Center              |
| 10. října 1980     | Boston                | Spojené státy | Orpheum Theatre                       |
| 11. října 1980     | Boston                | Spojené státy | Orpheum Theatre                       |
| Evropa             |                       |               |                                       |
| 19. října 1980     | Bristol               | Anglie        | Colston Hall                          |
| 20. října 1980     | Leicester             | Anglie        | De Montfort Hall                      |
| 21. října 1980     | Leicester             | Anglie        | De Montfort Hall                      |
| 22. října 1980     | Birmingham            | Anglie        | Birmingham Odeon                      |
| 23. října 1980     | Birmingham            | Anglie        | Birmingham Odeon                      |
| 25. října 1980     | Manchester            | Anglie        | Apollo Theatre                        |
| 26. října 1980     | Manchester            | Anglie        | Apollo Theatre                        |
| 27. října 1980     | Sheffield             | Anglie        | Sheffield City Hall                   |
| 28. října 1980     | Sheffield             | Anglie        | Sheffield City Hall                   |
| 29. října 1980     | Hanley                | Anglie        | Victoria Hall                         |
| 31. října 1980     | Newcastle             | Anglie        | Mayfair Ballroom                      |
| 1. listopadu 1980  | Glasgow               | Skotsko       | Apollo Theatre                        |
| 2. listopadu 1980  | Glasgow               | Skotsko       | Apollo Theatre                        |
| 4. listopadu 1980  | Newcastle             | Anglie        | City Hall                             |
| 5. listopadu 1980  | Newcastle             | Anglie        | City Hall                             |
| 6. listopadu 1980  | Queensferry           | Anglie        | Deeside Leisure Center                |
| 7. listopadu 1980  | Southampton           | Anglie        | Gaumont                               |
| 8. listopadu 1980  | Southampton           | Anglie        | Gaumont                               |
| 10. listopadu 1980 | Londýn                | Anglie        | Hammersmith Odeon                     |
| 11. listopadu 1980 | Londýn                | Anglie        | Hammersmith Odeon                     |
| 12. listopadu 1980 | Londýn                | Anglie        | Hammersmith Odeon                     |
| 14. listopadu 1980 | Londýn                | Anglie        | Apollo Victoria Theatre               |
| 15. listopadu 1980 | Londýn                | Anglie        | Apollo Victoria Theatre               |
| 16. listopadu 1980 | Londýn                | Anglie        | Apollo Victoria Theatre               |
| Evropa             |                       |               |                                       |
| 19. listopadu 1980 | Kodaň                 | Dánsko        | Odd Fellow Palace                     |
| 20. listopadu 1980 | Stockholm             | Švédsko       | Göta Lejon                            |
| 22. listopadu 1980 | Oslo                  | Norsko        | Chateau Neuf                          |
| 24. listopadu 1980 | Kiel                  | Německo       | Ostseehalle                           |
| 25. listopadu 1980 | Kolín nad Rýnem       | Německo       | Sporthalle                            |
| 26. listopadu 1980 | Hannover              | Německo       | Eilenriedehalle                       |
| 27. listopadu 1980 | Berlín                | Německo       | Deutschlandhalle                      |
| 29. listopadu 1980 | Paříž                 | Francie       | Le Bourget                            |
| 30. listopadu 1980 | Paříž                 | Francie       | Le Bourget                            |
| 2. prosince 1980   | Norimberk             | Německo       | Messezentrum                          |
| 3. prosince 1980   | Heidelberg            | Německo       | Rhein-Neckar-Halle                    |
| 4. prosince 1980   | Essen                 | Německo       | Grugahalle                            |
| 5. prosince 1980   | Brémy                 | Německo       | Stadthalle                            |
| 7. prosince 1980   | Frankfurt nad Mohanem | Německo       | Festhalle                             |
| 8. prosince 1980   | Böblingen             | Německo       | Sporthalle Böblingen                  |
| 9. prosince 1980   | Saarbrücken           | Německo       | Saarlandhalle                         |
| 10. prosince 1980  | Hamburk               | Německo       | Messehalle                            |
| 11. prosince 1980  | Hamburk               | Německo       | Messehalle                            |
| 13. prosince 1980  | Štrasburk             | Francie       | Hall Rhenus                           |
| 14. prosince 1980  | Curych                | Švýcarsko     | Hallenstadion                         |
| 16. prosince 1980  | Ravensburg            | Německo       | Oberschwabenhalle                     |
| 17. prosince 1980  | Mnichov               | Německo       | Olympiahalle                          |
| 19. prosince 1968  | Lyon                  | Francie       | Palais des Sports                     |
| 20. prosince 1980  | Lille                 | Francie       | Foire Expo Internationale             |
| Evropa             |                       |               |                                       |
| 8. ledna 1981      | Mety                  | Francie       | Parc Expo                             |
| 9. ledna 1981      | Besançon              | Francie       | Palais des Sports                     |
| 10. ledna 1981     | Grenoble              | Francie       | Alpexpo                               |
| 11. ledna 1981     | Nice                  | Francie       | Trinite Stade Municipal               |
| 13. ledna 1981     | Avignon               | Francie       | Parc Exposition de Chateaublanc       |
| 15. ledna 1981     | Barcelona             | Španělsko     | Palacio Municipal Deportes            |
| 17. ledna 1981     | Madrid                | Španělsko     | Pabellon de Deportivo del Real Madrid |
| 18. ledna 1981     | San Sebastián         | Španělsko     | Velodromo Anoeta de San Sebastian     |
| 19. ledna 1981     | Toulouse              | Francie       | Hall Expo                             |
| 20. ledna 1981     | Pau                   | Francie       | Foire Expo Hall F                     |
| 22. ledna 1981     | Le Mans               | Francie       | La Rotonde                            |
| 23. ledna 1981     | Brest                 | Francie       | Parc de Penfeld                       |
| 24. ledna 1981     | Caen                  | Francie       | Hall Expo                             |
| 25. ledna 1981     | Brusel                | Belgie        | Forest National                       |
| Asie               |                       |               |                                       |
| 1. února 1981      | Ósaka                 | Japonsko      | Expo Hall                             |
| 2. února 1981      | Nagoja                | Japonsko      | Shi Kokaido Hall                      |
| 4. února 1981      | Tokio                 | Japonsko      | Nihon Seinenkan                       |
| 5. února 1981      | Tokio                 | Japonsko      | Nihon Seinenkan                       |
| Oceánie            |                       |               |                                       |
| 13. února 1981     | Perth                 | Austrálie     | Perth Entertainment Centre            |
| 17. února 1981     | Adelaide              | Austrálie     | Memorial Drive                        |
| 23. února 1981     | Sydney                | Austrálie     | Sydney Showground                     |
| 24. února 1981     | Brisbane              | Austrálie     | Festival Hall                         |
| 25. února 1981     | Brisbane              | Austrálie     | Festival Hall                         |
| 27. února 1981     | Melbourne             | Austrálie     | Sidney Myer Music Bowl                |
| 28. února 1981     | Melbourne             | Austrálie     | Sidney Myer Music Bowl                |